# Gifi
Gifi是一家的大型日用品零售商，其总部位于法国洛特河畔新城。

## 历史
1981年，法国商人菲利普·吉内斯泰在其所在的法国西部城市洛特河畔新城开设了首家Gifi店铺，“Gifi”一名出自“菲利普·吉内斯泰”姓+名的前半部分缩写（Ginestet Philippe）。1983年，第二家商场在萨拉拉卡内达开业。此后Gifi的铺面数量逐年增加，其分布范围也从法国西南部扩张至法国各地，在比利时、西班牙、瑞士等地亦有分布。2020年，Gifi收购了法国家用品连锁商场Tati。

## 运营
Gifi的主要经营范围为家居日用品，包括厨具、收藏、卫生、装饰等及少量食品。

## 规模
截至2021年，Gifi在全世界范围内共有550家商场，其中约500家位于法国境内。在法国，Gifi店铺多以独立建筑的形式分布于城市边缘的商业区内，也有少部分分布于城市核心区域（如巴黎第三区的共和国广场附近）。